# 1934년 독일 국민투표
1934년 독일 국민투표는 1934년 8월 2일 파울 폰 힌덴부르크 대통령이 사망하면서 8월 19일 아돌프 히틀러 총리에 의해 치러진 대통령과 총리 직을 합하는 총통직 신설에 대한 찬반투표로, 찬성으로 통과되면서 히틀러 총리가 총통으로 취임하였다

## 결과
| 총통직 신설    | 총통직 신설 | 총통직 신설 |
| 찬성 또는 반대 | 득표수      | 득표율      |
| -------------- | ----------- | ----------- |
| 찬성           | 38,394,848  | 88.1%       |
| 반대           | 4,300,370   | 9.9%        |
| 무효표         | 873,668     | 2.0%        |
| 총 득표수      | 43,568,886  | 100.00%     |
| 투표율         | 95.7%       | 95.7%       |
| 유권자수       | 45,552,059  | 45,552,059  |

## 같이 보기
- 나치 독일
- 아돌프 히틀러
- 총통